# Banc de Sang i Teixits
El Banc de Sang i Teixits és una empresa pública del Departament de Salut de la Generalitat de Catalunya adreçada a abastir i garantir el bon ús de les donacions de sang i teixits a Catalunya.
El centre s'encarrega de recollir donacions de sang, cordó umbilical, llet materna i medul·la òssia, i distribuir-les en diversos centres hospitalaris arreu del territori català. El Banc de Sang i Teixits també impulsa estudis de diagnòstic biològic, com ara el projecte GCAT Genomes per a la Vida, destinat a facilitar la predicció i el tractament de malalties neurodegeneratives, malalties cardiovasculars o el càncer, entre altres patologies. Paral·lelament, la institució consta d'una divisió dedicada al desenvolupament de teràpies avançades, XCELIA, on es treballa en l'elaboració de fàrmacs basats en teràpies cel·lulars o enginyeria de teixits dirigits a la cura de malalties traumatològiques, hematològiques i immunitàries.